# Курмон (Корез)
Курмон (фр. Curemonte) је насељено место у Француској у региону Лимузен, у департману Корез.
По подацима из 2011. године у општини је живело 215 становника, а густина насељености је износила 24,35 становника/km².

## Демографија
| 1962. | 1968. | 1975. | 1982. | 1990. | 2011. |
| ----- | ----- | ----- | ----- | ----- | ----- |
| 351   | 311   | 248   | 231   | 03    | 215   |